# JK Tammeka
A JK Tammeka, teljes nevén Jalgpalliklubi Tammeka Tartu egy észt labdarúgócsapat. A klubot 2006-ban alapították, miután a Tammekába beolvadt a Maag Tartu. Az új csapat neve JK Maag Tammeka Tartu lett, de 2009-ben az AS Maag Group megtiltotta, hogy a nevüket használják, így a Maag szócskát ki kellett venni a csapat nevéből. Jelenleg az első osztályban szerepel.

## Ismertebb játékosok
- Aivar Anniste
- Marcelo Gomes
- Vitali Gussev
- Oliver Konsa
- Eduard Ratnikov

## Külső hivatkozások
- Hivatalos weboldal